# 허남식
허남식(許南植, 1949년 3월 14일~)은 대한민국의 공무원 출신 정치인이다. 그는 민선 3·4·5기 부산광역시장을 역임하였다.

## 학력
- 1962년 의령덕암국민학교 졸업
- 1965년 의령중학교 졸업
- 1968년 마산고등학교 졸업
- 1972년 고려대학교 심리학 학사
- 1977년 서울대학교 행정대학원 행정학 석사
- 1998년 경성대학교 대학원 행정학 박사

### 명예 박사 학위
- 2007년 동아대학교 명예 정치학 박사
- 2009년 부산대학교 명예 경영학 박사

## 경력
- 1976 제19회 행정고등고시 합격
- 부산직할시청 교통기획과장
- 부산직할시청 국민운동지원과장
- 1985 부산직할시청 보임계장
- 1992 부산직할시청 인사과장
- 부산직할시청 기획관
- 1994.12 ~ 1995.06 제32대 영도구청장
- 1997 부산광역시청 내무국장
- 부산광역시청 상수도사업본부장
- 부산광역시의회 사무처장
- 동의대학교 겸임교수
- 2000.11 ~ 2003.01 부산광역시청 기획관리실장
- 부산아시안게임준비단장
- 2003.01 ~ 2004.05 부산광역시 정무부시장
- 전국시도지사협의회 회장
- 2003.07 ~ 2004.05 부산시경륜공단 이사장
- 2004.6.6 ~ 2014.6.30 제33·34·35대 부산광역시장
- 2008.10 ~ 2011.08 제4대 전국시도지사협의회 회장
- 2014.09 동아대학교 국제전문대학원 국제중재학과 석좌교수
- 2016.06 지역발전위원회 위원장
- 2020.03 ~ 2020.04 미래통합당 부산시당 2020 통합 선거책위위원회 명예선거대책위원장
- 2021.03 ~ 2021.04 : 국민의힘 부산시당 4.7 부산시장 보궐선거 선거대책위원회 명예선거대책위원장
- 2022.03 ~ : 동원개발 사외이사
- 2022.05 ~ 2022.06 : 국민의힘 제8회 지방선거 부산 선거대책위원회 명예선대위원장
- 2022.11 ~ : 신라대학교 총장

## 저서
- 《부산 APEC 넘어 세계로 뛴다》, 중앙일보미디어디자인, 2006년 2월 24일

## 논란

### 엘시티 비리 연루 의혹
2010년 6·2 지방선거를 앞두고 이영복에게 수천만원의 금품을 수수한 의혹이 불거저 논란이 되고있다. 금품을 수수하여 선거자금으로 쓴 혐의가 인정되어 1심에서 징역 3년과 벌금 3000만 원을 선고받았다. 하지만 2심에서 무죄판결을 선고 받았다.

## 역대 선거 결과
|  | 62.3% |

|  | 65.54% |

|  | 55.42% |

## 소속 정당
| 소속 정당 | 소속 정당  | 소속 기간 | 비고      |
| --------- | ---------- | --------- | --------- |
|           | 무소속     | 1988~2004 | 정계 입문 |
|           | 한나라당   | 2004~2012 | 입당      |
|           | 새누리당   | 2012~2017 | 당명 변경 |
|           | 자유한국당 | 2017~2020 | 당명 변경 |
|           | 미래통합당 | 2020      | 합당      |
|           | 국민의힘   | 2020~현재 | 당명 변경 |

## 같이 보기
- 부산광역시장
- 부산광역시 부시장
- 영도구청장